# Filtbjörnbär
Filtbjörnbär (Rubus lagerbergii) är en rosväxtart som beskrevs av Carl Johan Lindeberg och Fredrik Wilhelm Christian Areschoug. Enligt Catalogue of Life ingår Filtbjörnbär i släktet rubusar och familjen rosväxter, men enligt Dyntaxa är tillhörigheten istället släktet rubusar och familjen rosväxter. Artens livsmiljö är jordbrukslandskap. Inga underarter finns listade i Catalogue of Life.